# Dynastie Pahlavi
Cet article concerne la dynastie. Pour le régime, voir Iran pahlavi.
La dynastie Pahlavi (en persan : سلسله پهلوی) est la dernière dynastie iranienne ayant régné, pendant 54 ans, sur l'Iran avant l'avènement de la république islamique. Elle fut fondée avec le Gouvernement impérial de Perse par Reza Khan en 1925, alors Premier ministre d’Ahmad Chah Qajar, dernier roi (Chah) de la dynastie des Qadjars. La dynastie Pahlavi est la dernière des dynasties de l'Empire perse dont la première fut la dynastie achéménide vers -550.
Elle porte le nom officiel de son fondateur, « Pahlavi » patronyme qu'il avait adopté en 1923. À sa naissance, Reza Khan, venant d'un milieu très pauvre, reçut plusieurs appellations et sobriquets. Mais une loi de 1923 demande à tous les Perses d'adopter un patronyme comportant un nom propre et un nom de famille. Le clan du père de Reza Khan se faisait appeler Pahlavan. Cependant Reza choisit le nom de Pahlavi (پهلوی), porté depuis par ses descendants. Ce patronyme, s’il rappelle le clan de son père – Pahlavan –, est une référence directe à l’identité préislamique de la Perse ; le Pahlavi, ou Pehlevi (dit aussi moyen-persan) étant une ancienne langue indo-européenne parlée en Iran entre le IIIe et le Xe siècle et d'autre part signifie « héroïque, glorieux, archaïque ». Déjà, le choix de ce nom marque un intérêt de son porteur pour la grande civilisation persane, sans les apports dus à l’islamisation de la Perse au VIIe siècle. À l’état civil, il gardera toujours ce patronyme, même devenu empereur – il n’y ajoutera que le numérique Chah (شاه) -, qui est encore aujourd’hui celui de ses descendants.

## Origines
Reza « Savad-Koohi » voit le jour à Alasht, une petite bourgade des environs de Savad Kouh, dans les hauts du Mazandaran, une province montagneuse du Nord de l'Iran. Il est le fils d'Abbas Ali (1818 — 1878), militaire qui se bat à Herat (aujourd'hui en Afghanistan) en 1857, et de Nouch Afarine, une Géorgienne musulmane dont la famille avait été chassée du Caucase en 1828, après la guerre russo-persane de 1826-1828 .
Le grand-père de Reza, Morad 'Ali Khan, un militaire qui sert dans le 7e régiment de Savad Kouh de l'armée, a trois fils, également militaires : Abbas 'Ali Khan, Cheragh 'Ali Khan, et Fazl Allah Khan. Abbas Ali se marie de nombreuses fois, ayant entre cinq et sept femmes, et lui attribue environ 32 enfants. On ignore cependant les relations (si elles ont existé) entre Reza Chah et ses demi-frères et sœurs, même après son accession au pouvoir. La dernière femme d'Abbas Ali est Nouche Afarine, qu'il a rencontré lors d'un voyage à Téhéran . Le lieu de naissance de Reza Savad-Koohi ne le destine pas à un grand avenir : Alasht est une ville extrêmement misérable, mais la famille paternelle de Reza est cependant une famille de propriétaires terriens et de militaires.
Quarante jours après la naissance du futur Reza Chah, chassée par sa belle-famille qui ne voulait pas d'une étrangère, Nouch Afarine quitte Alasht pour Téhéran. En compagnie de son frère Hossein, elle entreprend la traversée du massif de l'Elbourz afin de rejoindre son époux Abbas Ali, gravement malade, et son frère aîné Hakim Ali.
Reza n'a que huit mois quand survient la mort de son père, et sept ans lorsque sa mère meurt à son tour. Hakim Ali, son oncle, se charge aussitôt de son éducation et lui assure une vie décente sur le plan matériel, le faisant vivre de façon plus ou moins confortable – selon les critères de la Perse de l'époque.

## Reza Khan accède au pouvoir

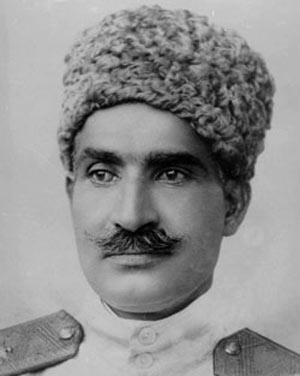
Reza Khan

Reza Savad-Koohi intègre la Brigade Cosaque Persane, seul corps d'armée à peu près entraîné dans la Perse des Qâdjars. S'il déplore la russification du corps et ne peut que constater que son pays est livré aux appétits de la Grande-Bretagne et de l'Empire de Russie, il passe de nombreuses années d'un corps à un autre, militaire comme les autres bien qu'ayant déjà une grande personnalité. La Perse servait un peu d'état intermédiaire entre les empires des Indes et Russe – sans parler des zones d’influence établies, évitant des alliés d'entrer en conflit pour des problèmes frontaliers. Mais la révolution Russe, puis l'incertitude que les Blancs gagnent la guerre civile (qui se terminera finalement en 1924 et sera gagnée par les Rouges) poussent le gouvernement de Londres à agir : la Russie bolchevique représente un danger pour le Raj britannique, susceptible d'absorber la frêle Perse et de joindre directement les frontières indiennes, une action qui aurait de très nombreuses conséquences. L'Angleterre tente alors de s'implanter en Perse. Elle compte pour cela imposer à la tête du gouvernement un homme qui leur sera dévoué et qui permettra d'agir indirectement. Le choix se porta sur un ambitieux journaliste, Seyyed Zia’eddin Tabatabai) ; mais il lui manquait un « bras armé ». Les britanniques pensèrent alors à celui qui venait de devenir le chef de la Brigade Cosaque, Reza Khan, premier homme iranien depuis longtemps à réussir à reprendre en main un organisme de son pays, fut-il militaire.
Après cela, l'accession de Reza est fulgurante : il devient vite généralissime, évince Tabatabai, et trahit les Anglais, devient ministre de la Guerre, puis Premier ministre en 1923, et s'impose comme le nouvel homme fort du pays, face à la léthargie du pouvoir d'Ahmad Chah, dernier des souverains Qâdjars. En 1925, après s'être débarrassé d'un dernier rival potentiel, Ahmad Ghavam, l'accession au pouvoir suprême de Reza est imminente.

## Naissance de la dynastie Pahlavi

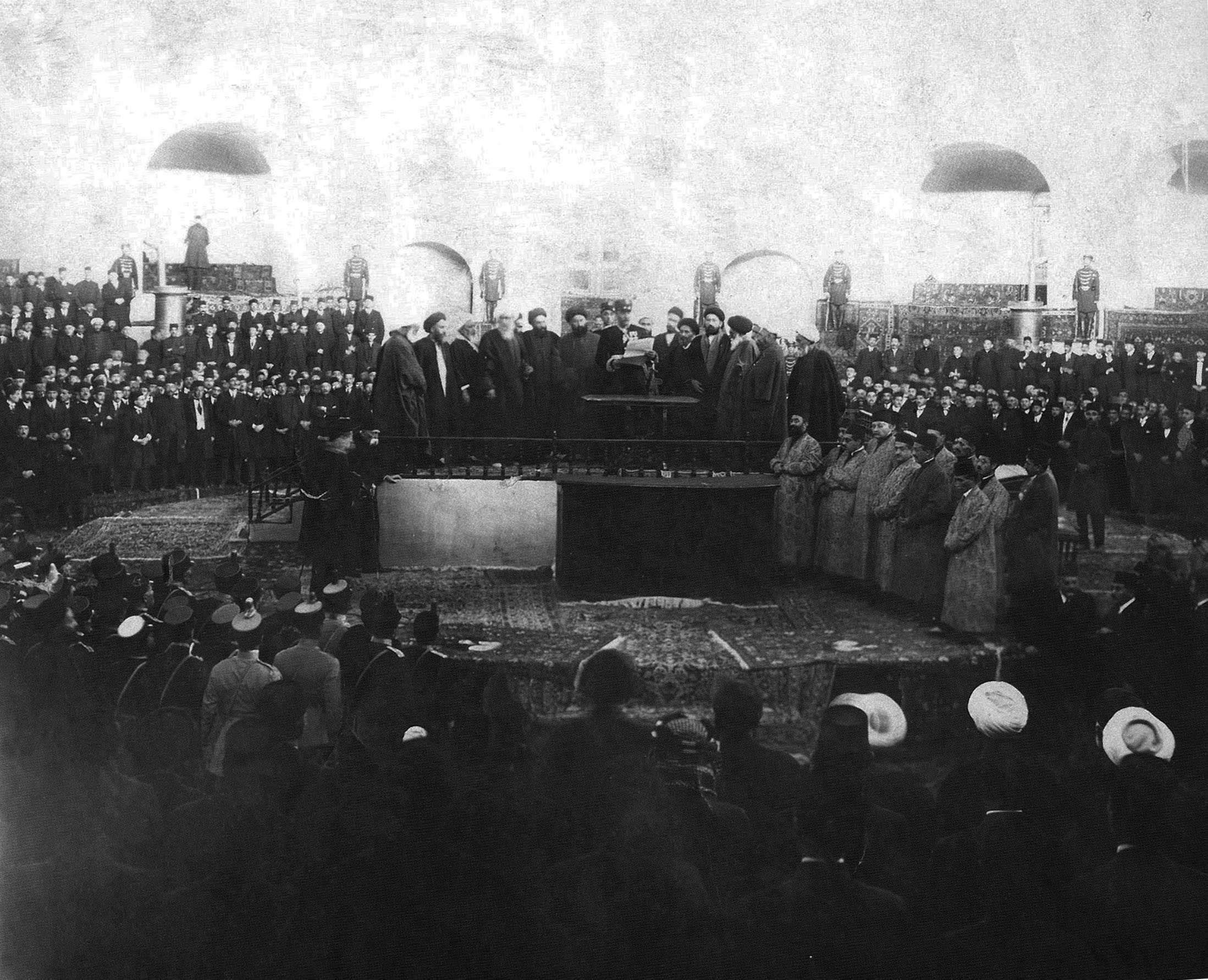
Reza Chah Pahlavi, prêtant son serment de fidélité à la Constitution Iranienne, le 12 décembre 1925.

Le 28 octobre 1925, le Majlis vote une loi proclamant la déchéance de la dynastie Qadjar, à la suite d'une demande conjointe de nombreux responsables politiques et sociaux au Parlement le 28 octobre. Reza Pahlavi reçoit le titre « d'Altesse Sérénissime », et préside une sorte de gouvernement provisoire. Le 6 décembre, le Majilis étudie une révision constitutionnelle, car, en déposant les Qadjars, il viole les articles 36 et 38 de la Constitution de 1906 , qui stipulaient que la couronne de Perse ne peut appartenir qu’à Mozaffar el-Din Chah (qui avait ratifié la Constitution) ou ses successeurs, nés de mère persane. Le 12 décembre suivant, il se prononce pour l'avènement d'une nouvelle dynastie : Les Pahlavi remplacent les Qadjar. De toute l'assemblée, malgré une certaine abstention, seules cinq personnes ont voté contre, parmi lesquels Mohammad Mossadegh, Mohammad Taghi Bahar, Hassan Modarres et Hassan Tagizadeh. La couronne est remise à « Sa Majesté Reza Pahlavi, Chah-in-chah d'Iran ». Les nouveaux articles 36 et 38 indiquent que la monarchie constitutionnelle s’incarne en Reza Pahlavi, ses descendants et héritiers directs et que dans le cas où le monarque ne pourrait plus régner, ce serait son héritier qui le remplacerait. L’héritier doit être son fils biologique, et la mère dudit héritier se doit d’être une persane, et – une nouveauté – non apparentée à l’ancienne dynastie des Qadjar ,.
.
Après avoir prêté serment à la Constitution, Reza Khan devient empereur de Perse sous le nom de Reza Chah Pahlavi.
« Je prends pour témoin le Dieu Tout-Puissant et Très-Haut, sur la parole glorieuse de Dieu, et par tout ce qui est le plus honoré aux yeux de Dieu, Je jure d'exercer de tout mon pouvoir pour préserver l'indépendance de la Perse, protéger les frontières de mon Royaume et les droits de mon Peuple, observer les Lois fondamentales de la Constitution persane, régner conformément aux lois établies de la Souveraineté ; s'efforcer de promouvoir la doctrine Ja'fari de l'Église des Douze Imams tout en considérant dans mes actes Dieu le plus glorieux comme présent et me regardant. Je demande encore l'aide de Dieu, de qui toute volonté émane, et demande de l'aide des esprits saints des saints de l'Islam pour participer à l’épanouissement de la Perse. » 
Le 16 décembre, des corps des responsables politiques viennent lui prêter allégeance. Le 19 décembre, Reza appelle Mohammad Ali Fouroughi pour former son premier gouvernement en tant qu'empereur. Le 28 janvier 1926, enfin, son fils Mohammad Reza est proclamé « Altesse Impériale, prince héritier du trône de Paon ».

## Reza Chah Pahlavi (1925-1941)

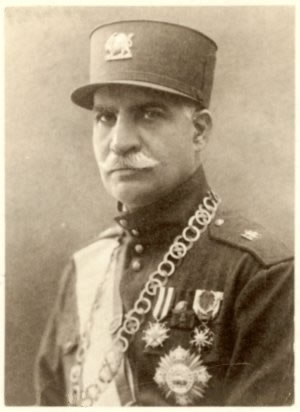
Portrait officiel du Shahanshah Reza Pahlavi (1878-1944), vers 1932.

Son règne, extrêmement séculier et souverainiste, est marqué par une modernisation à grande échelle dans son pays, qui se trouve alors dans un état de « sous-développement abyssal », selon les mots de l'ambassadeur britannique de l'époque (Percy Cox), avant l'arrivée au pouvoir de Reza Shah. Cependant, c’est un règne à deux aspects : d'un côté il modernise à grands pas la société pour la doter de services modernes, d'infrastructures correctes puis clairement bonnes, de codes de lois et de société inspirés de leur équivalent européens, avec une égalité des sexes, de la recherche d'une promotion de la culture ancienne iranienne ; de l'autre, il impose tous ces changements avec fermeté et parfois force, son attitude notamment vis-à-vis des religieux et des traditions locales lui valant quelques ressentiments dans la population. Il œuvre par exemple pour supprimer le féodalisme et une grande partie du tribalisme iranien, ce qui bouleverse et divise la société et les masses paysannes, et qui a – dit-on - laissé un assez mauvais souvenir chez les iraniens. On lui doit également le changement du nom « Perse » en « Iran » en 1935.
Mais le fait est que, à ce jour, son bilan reste discuté et assez difficile à évaluer de par le fait que contrairement à Mustapha Kemal, son modèle, son successeur a été renversé. Et ce lors d’une révolution qui a abouti à la mise en place d’un régime théocratique en totale contradiction avec les principaux aspects du règne de Reza Chah. Ce qui fait que l’Iran actuel, où l’information est assez contrôlée, ne laisse transparaître de lui qu’une image (extrêmement) négative.
En 1941, l’Iran, suspecté de progermanisme, en pleine Seconde Guerre mondiale, est envahi par les troupes Alliés, qui l’occupent pendant quatre ans et déposent le vieil empereur. Son fils Mohammad Reza lui succède, tandis qu’il est exilé par les britanniques qui l’envoient à l’île Maurice, puis à Johannesbourg, en Afrique du Sud, où il mourra.
La dynastie des Pahlavi entreprit la modernisation de l’Iran qui était refusée par les élites, religieuses et nationalistes.

## Mohammad Reza Chah Pahlavi (1941-1979)

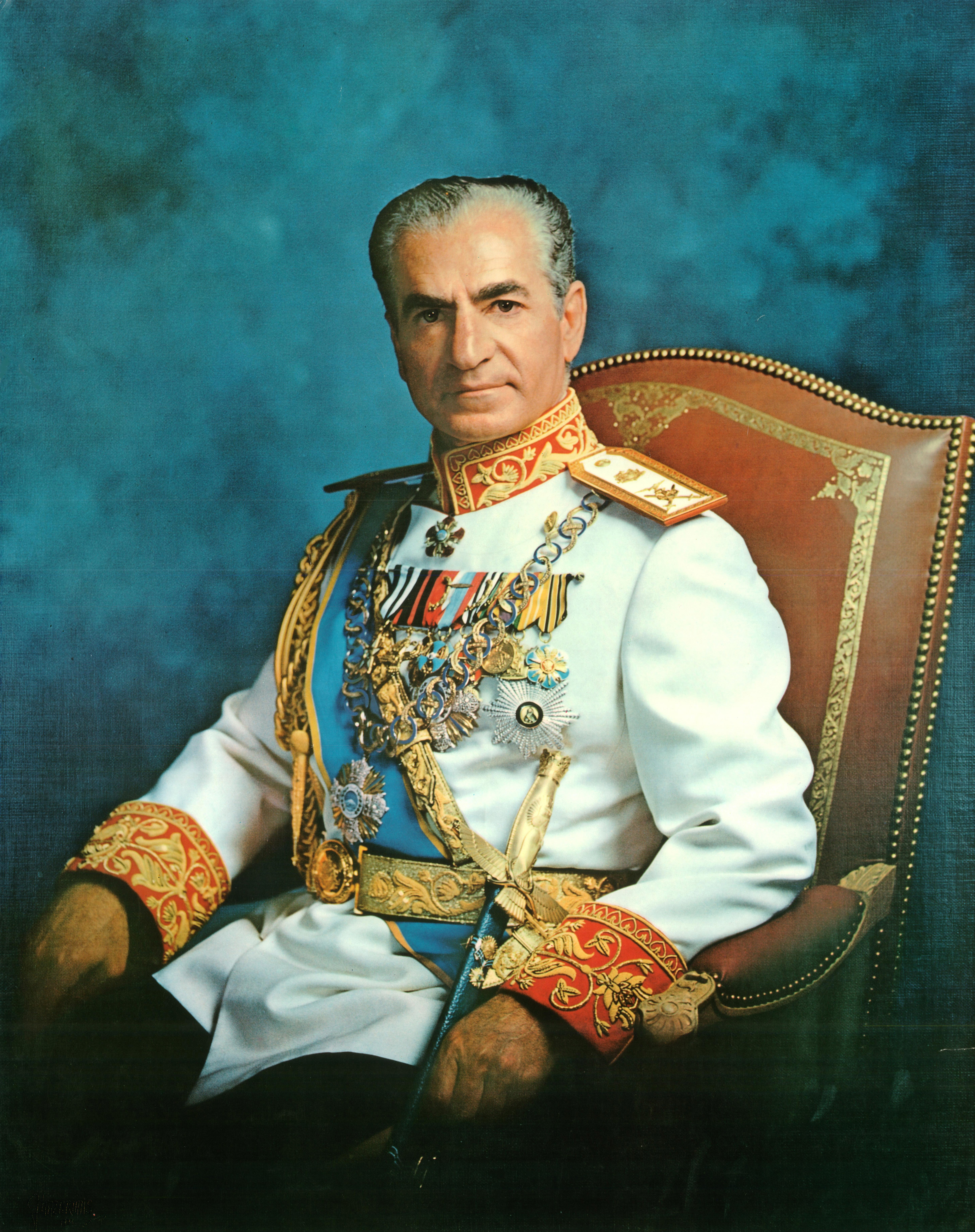
Portrait officiel du Shahanshah Mohammad Reza Pahlavi (1919-1980), vers 1973

Mohammad Reza succéda à son père, Reza Chah, lorsque ce dernier fut contraint d’abdiquer le 17 septembre 1941, peu après l'entrée des troupes motorisées alliées à Téhéran. À la tête d'un empire occupé, soumis au bon vouloir de Churchill et Staline, le jeune chah fut également confronté aux tentatives sécessionnistes dans les provinces du nord-est et aux rébellions tribales dans le sud du pays. Après la Seconde Guerre mondiale, Mohammad Reza Pahlavi se rapprocha progressivement des États-Unis et entretint des liens très étroits avec la Maison-Blanche, en particulier avec les présidents Dwight Eisenhower et Richard Nixon.
L’essor de la production pétrolière au Moyen-Orient entraîna sous son règne une crise internationale qui allait opposer le Premier ministre nationaliste Mohammad Mossadegh et la Grande-Bretagne, qui asphyxia l'économie iranienne. Les services secrets anglo-américains tentèrent de renverser Mossadegh, mais envenimèrent la situation et le chah, qui les avait soutenu, dût fuir. Grâce cependant à l'armée dirigée par le général Zahedi, Mohammad Reza Pahlavi fut restauré sur le trône après un bref exil en Italie. Évoluant ensuite vers une conception plus nationale, réformiste et autoritaire de la politique intérieure, le chah d’Iran entreprit, par référendum, un vaste programme de progrès social et de développement économique (la Révolution blanche) associé à une répression des mouvements d’opposition incarnée par la Savak. À l’extérieur, tout en demeurant un allié de premier plan pour les Américains et les chancelleries occidentales, Mohammad Reza Pahlavi se rapprocha aussi progressivement de l’Union soviétique puis de la Chine, traduisant ainsi un désir d’émancipation à travers plus de neutralisme. Lorsqu'il entama une politique de partenariat privilégié avec l'Europe et en particulier la France (accords pour le développement de l'industrie nucléaire) et surtout le Japon, en développant des flux économiques importants (pétrole iranien à prix réduits vers le Japon, technologies vers l'Iran), les États-Unis inquiets des bénéfices qui auraient pu en être retirés par ces pays au détriment de leurs intérêts dominants lui retirèrent leur appui et décidèrent de précipiter son éviction, en soutenant fortement l'expression des mouvements contestataires étudiants (pourtant marxisant), et en finançant la communication pour une révolution islamiste de l'ayatollah Khomeini. Il est également clair que le poids de leur alliance avec l'Arabie Saoudite et les Émirats (Koweït, Bahreïn, Émirats arabes unis, Oman) partenaires de l'Iran dans l'OPEP mais rivaux pour la maîtrise du Golfe Persique amena les États-Unis à chercher à entraver le développement économique de l'Iran et la croissance de son rôle de puissance politique régionale, à partir du moment où ils pensèrent n'être plus en mesure de contrôler ce pays du fait de la stratégie trop indépendante et ambitieuse du chah.
Si la politique volontariste du chah améliora considérablement le niveau de vie des Iraniens et permit au pays une modernisation rapide dans les années 1960 et 1970, elle contribua à élargir le fossé économique, social et culturel entre une partie de la population, fortement occidentalisée et une autre, sensible au conservatisme religieux prêché par Khomeini. En 1978, de plus en plus critiqué, le chah dut faire face à un soulèvement populaire (la Révolution iranienne) qui s'accentua au fil des mois et d'où émergèrent les fondamentalistes chiites inspirés par l'ayatollah Khomeini. En janvier 1979, après avoir perdu progressivement ses soutiens traditionnels et l'appui occidental, Mohammad Reza Pahlavi nomma en dernier recours l'opposant social-démocrate Shapour Bakhtiar au poste de Premier ministre et quitta ensuite l'Iran. Le renversement du gouvernement Bakhtiar et la déclaration de neutralité de l'armée, quelques semaines plus tard, précipitèrent sa chute et contribuèrent à l'avènement de Khomeini. Contraint à l'exil et atteint d'un cancer, Mohammad Reza Chah Pahlavi décéda en Égypte l'année suivante.

## Membres célèbres

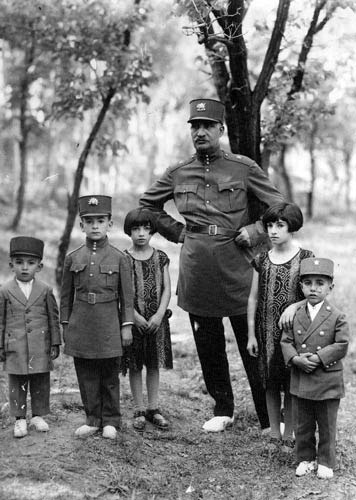
Reza Khan et ses enfants, entre 1923 et 1925

- Farah Pahlavi, dernière reine et unique impératrice, troisième femme de Mohammad Reza Pahlavi
- Reza II Pahlavi, prétendant au trône de la dynastie, chef de l'opposition monarchique au régime théocratique iranien actuel et fils de Mohammad Reza Chah
- Ali Reza Pahlavi (1966-2011)
- Ali Reza Pahlavi (1922-1954)
- Tadj ol-Molouk
- Ashraf Pahlavi
- Chams Pahlavi
- Esmat ol-Molouk
- Abdol Reza Pahlavi
- Farahnaz Pahlavi
- Leila Pahlavi

## Arbre généalogique
|                                                |                                                |                                                |                                                |                                                |                                                |  |  |                                                           |                                                           |                                                           |                                                           | Reza Pahlavi Chah 1925–1941                               | Reza Pahlavi Chah 1925–1941                               | Reza Pahlavi Chah 1925–1941 | Reza Pahlavi Chah 1925–1941 | Reza Pahlavi Chah 1925–1941                  | Reza Pahlavi Chah 1925–1941                  |                                              |                                              | Tadj ol-Molouk Reine                         | Tadj ol-Molouk Reine                         | Tadj ol-Molouk Reine | Tadj ol-Molouk Reine | Tadj ol-Molouk Reine       | Tadj ol-Molouk Reine       |                            |                            |                            |                            |  |  |                         |                         |                         |                         |                         |                         |
|                                                |                                                |                                                |                                                |                                                |                                                |  |  |                                                           |                                                           |                                                           |                                                           | Reza Pahlavi Chah 1925–1941                               | Reza Pahlavi Chah 1925–1941                               | Reza Pahlavi Chah 1925–1941 | Reza Pahlavi Chah 1925–1941 | Reza Pahlavi Chah 1925–1941                  | Reza Pahlavi Chah 1925–1941                  |                                              |                                              | Tadj ol-Molouk Reine                         | Tadj ol-Molouk Reine                         | Tadj ol-Molouk Reine | Tadj ol-Molouk Reine | Tadj ol-Molouk Reine       | Tadj ol-Molouk Reine       |                            |                            |                            |                            |  |  |                         |                         |                         |                         |                         |                         |
|                                                |                                                |                                                |                                                |                                                |                                                |  |  |                                                           |                                                           |                                                           |                                                           |                                                           |                                                           |                             |                             |                                              |                                              |                                              |                                              |                                              |                                              |                      |                      |                            |                            |                            |                            |                            |                            |  |  |                         |                         |                         |                         |                         |                         |
|                                                |                                                |                                                |                                                |                                                |                                                |  |  |                                                           |                                                           |                                                           |                                                           |                                                           |                                                           |                             |                             |                                              |                                              |                                              |                                              |                                              |                                              |                      |                      |                            |                            |                            |                            |                            |                            |  |  |                         |                         |                         |                         |                         |                         |
| Farah Diba Reine 1959–1967 Chahbanou 1967–1979 | Farah Diba Reine 1959–1967 Chahbanou 1967–1979 | Farah Diba Reine 1959–1967 Chahbanou 1967–1979 | Farah Diba Reine 1959–1967 Chahbanou 1967–1979 | Farah Diba Reine 1959–1967 Chahbanou 1967–1979 | Farah Diba Reine 1959–1967 Chahbanou 1967–1979 |  |  | Mohammad Reza Pahlavi Chah 1941–1979                      | Mohammad Reza Pahlavi Chah 1941–1979                      | Mohammad Reza Pahlavi Chah 1941–1979                      | Mohammad Reza Pahlavi Chah 1941–1979                      | Mohammad Reza Pahlavi Chah 1941–1979                      | Mohammad Reza Pahlavi Chah 1941–1979                      |                             |                             | Ali Reza Pahlavi Prince                      | Ali Reza Pahlavi Prince                      | Ali Reza Pahlavi Prince                      | Ali Reza Pahlavi Prince                      | Ali Reza Pahlavi Prince                      | Ali Reza Pahlavi Prince                      |                      |                      | Ashraf Pahlavi Princesse   | Ashraf Pahlavi Princesse   | Ashraf Pahlavi Princesse   | Ashraf Pahlavi Princesse   | Ashraf Pahlavi Princesse   | Ashraf Pahlavi Princesse   |  |  | Chams Pahlavi Princesse | Chams Pahlavi Princesse | Chams Pahlavi Princesse | Chams Pahlavi Princesse | Chams Pahlavi Princesse | Chams Pahlavi Princesse |
| Farah Diba Reine 1959–1967 Chahbanou 1967–1979 | Farah Diba Reine 1959–1967 Chahbanou 1967–1979 | Farah Diba Reine 1959–1967 Chahbanou 1967–1979 | Farah Diba Reine 1959–1967 Chahbanou 1967–1979 | Farah Diba Reine 1959–1967 Chahbanou 1967–1979 | Farah Diba Reine 1959–1967 Chahbanou 1967–1979 |  |  | Mohammad Reza Pahlavi Chah 1941–1979                      | Mohammad Reza Pahlavi Chah 1941–1979                      | Mohammad Reza Pahlavi Chah 1941–1979                      | Mohammad Reza Pahlavi Chah 1941–1979                      | Mohammad Reza Pahlavi Chah 1941–1979                      | Mohammad Reza Pahlavi Chah 1941–1979                      |                             |                             | Ali Reza Pahlavi Prince                      | Ali Reza Pahlavi Prince                      | Ali Reza Pahlavi Prince                      | Ali Reza Pahlavi Prince                      | Ali Reza Pahlavi Prince                      | Ali Reza Pahlavi Prince                      |                      |                      | Ashraf Pahlavi Princesse   | Ashraf Pahlavi Princesse   | Ashraf Pahlavi Princesse   | Ashraf Pahlavi Princesse   | Ashraf Pahlavi Princesse   | Ashraf Pahlavi Princesse   |  |  | Chams Pahlavi Princesse | Chams Pahlavi Princesse | Chams Pahlavi Princesse | Chams Pahlavi Princesse | Chams Pahlavi Princesse | Chams Pahlavi Princesse |
|                                                |                                                |                                                |                                                |                                                |                                                |  |  |                                                           |                                                           |                                                           |                                                           |                                                           |                                                           |                             |                             |                                              |                                              |                                              |                                              |                                              |                                              |                      |                      |                            |                            |                            |                            |                            |                            |  |  |                         |                         |                         |                         |                         |                         |
|                                                |                                                |                                                |                                                |                                                |                                                |  |  |                                                           |                                                           |                                                           |                                                           |                                                           |                                                           |                             |                             |                                              |                                              |                                              |                                              |                                              |                                              |                      |                      |                            |                            |                            |                            |                            |                            |  |  |                         |                         |                         |                         |                         |                         |
| Farahnaz Pahlavi Princesse                     | Farahnaz Pahlavi Princesse                     | Farahnaz Pahlavi Princesse                     | Farahnaz Pahlavi Princesse                     | Farahnaz Pahlavi Princesse                     | Farahnaz Pahlavi Princesse                     |  |  | Reza Pahlavi Prince Héritier 1960-1980 Chah de jure 1980– | Reza Pahlavi Prince Héritier 1960-1980 Chah de jure 1980– | Reza Pahlavi Prince Héritier 1960-1980 Chah de jure 1980– | Reza Pahlavi Prince Héritier 1960-1980 Chah de jure 1980– | Reza Pahlavi Prince Héritier 1960-1980 Chah de jure 1980– | Reza Pahlavi Prince Héritier 1960-1980 Chah de jure 1980– |                             |                             | Yasmine Etemad Amini Chahbanou de jure 1986- | Yasmine Etemad Amini Chahbanou de jure 1986- | Yasmine Etemad Amini Chahbanou de jure 1986- | Yasmine Etemad Amini Chahbanou de jure 1986- | Yasmine Etemad Amini Chahbanou de jure 1986- | Yasmine Etemad Amini Chahbanou de jure 1986- |                      |                      | Ali Reza Pahlavi II Prince | Ali Reza Pahlavi II Prince | Ali Reza Pahlavi II Prince | Ali Reza Pahlavi II Prince | Ali Reza Pahlavi II Prince | Ali Reza Pahlavi II Prince |  |  | Leila Pahlavi Princesse | Leila Pahlavi Princesse | Leila Pahlavi Princesse | Leila Pahlavi Princesse | Leila Pahlavi Princesse | Leila Pahlavi Princesse |
| Farahnaz Pahlavi Princesse                     | Farahnaz Pahlavi Princesse                     | Farahnaz Pahlavi Princesse                     | Farahnaz Pahlavi Princesse                     | Farahnaz Pahlavi Princesse                     | Farahnaz Pahlavi Princesse                     |  |  | Reza Pahlavi Prince Héritier 1960-1980 Chah de jure 1980– | Reza Pahlavi Prince Héritier 1960-1980 Chah de jure 1980– | Reza Pahlavi Prince Héritier 1960-1980 Chah de jure 1980– | Reza Pahlavi Prince Héritier 1960-1980 Chah de jure 1980– | Reza Pahlavi Prince Héritier 1960-1980 Chah de jure 1980– | Reza Pahlavi Prince Héritier 1960-1980 Chah de jure 1980– |                             |                             | Yasmine Etemad Amini Chahbanou de jure 1986- | Yasmine Etemad Amini Chahbanou de jure 1986- | Yasmine Etemad Amini Chahbanou de jure 1986- | Yasmine Etemad Amini Chahbanou de jure 1986- | Yasmine Etemad Amini Chahbanou de jure 1986- | Yasmine Etemad Amini Chahbanou de jure 1986- |                      |                      | Ali Reza Pahlavi II Prince | Ali Reza Pahlavi II Prince | Ali Reza Pahlavi II Prince | Ali Reza Pahlavi II Prince | Ali Reza Pahlavi II Prince | Ali Reza Pahlavi II Prince |  |  | Leila Pahlavi Princesse | Leila Pahlavi Princesse | Leila Pahlavi Princesse | Leila Pahlavi Princesse | Leila Pahlavi Princesse | Leila Pahlavi Princesse |
|                                                |                                                |                                                |                                                |                                                |                                                |  |  |                                                           |                                                           |                                                           |                                                           |                                                           |                                                           |                             |                             |                                              |                                              |                                              |                                              |                                              |                                              |                      |                      |                            |                            |                            |                            |                            |                            |  |  |                         |                         |                         |                         |                         |                         |
|                                                |                                                |                                                |                                                |                                                |                                                |  |  |                                                           |                                                           |                                                           |                                                           |                                                           |                                                           |                             |                             |                                              |                                              |                                              |                                              |                                              |                                              |                      |                      |                            |                            |                            |                            |                            |                            |  |  |                         |                         |                         |                         |                         |                         |
|                                                |                                                |                                                |                                                |                                                |                                                |  |  | Noor Pahlavi Princesse                                    | Noor Pahlavi Princesse                                    | Noor Pahlavi Princesse                                    | Noor Pahlavi Princesse                                    | Noor Pahlavi Princesse                                    | Noor Pahlavi Princesse                                    |                             |                             | Iman Pahlavi Princesse                       | Iman Pahlavi Princesse                       | Iman Pahlavi Princesse                       | Iman Pahlavi Princesse                       | Iman Pahlavi Princesse                       | Iman Pahlavi Princesse                       |                      |                      | Farah Pahlavi II Princesse | Farah Pahlavi II Princesse | Farah Pahlavi II Princesse | Farah Pahlavi II Princesse | Farah Pahlavi II Princesse | Farah Pahlavi II Princesse |  |  |                         |                         |                         |                         |                         |                         |